# Vương mỹ nhân (Hán Linh Đế)
Linh Hoài Vương hoàng hậu (chữ Hán: 靈懷王皇后; ? - 9 tháng 4 năm 181), cũng gọi Hiếu Linh Vương mỹ nhân (孝靈王美人), là một phi tần của Hán Linh Đế Lưu Hoành, và là sinh mẫu của Hán Hiến Đế Lưu Hiệp trong lịch sử Trung Quốc.

## Cuộc đời
Linh Hoài Vương hoàng hậu, húy Vinh (榮), người quận Hàm Đan (邯鄲郡; nay là Hàm Đan, tỉnh Hà Bắc, Trung Quốc). Tổ phụ là Vương Bao (王苞), làm đến Ngũ quan Trung lang tướng (五官中郎将), cha là Vương Chương (王章), trên bà có một anh trai tên Vương Bân (王斌). Thời Hán Linh Đế, Vương Vinh do tư sắc mỹ lệ, thông minh tài trí nên được lấy thân phận Lương gia tử nhập Dịch đình, phong đến Mỹ nhân, tước vị này chỉ sau Quý nhân trong số hậu cung (không tính vị trí độc tôn là Hoàng hậu), từ khi trở thành Mỹ nhân thì Vương thị cũng càng được ân sủng hơn trước.
Lúc ấy, Hoàng hậu Hà thị đã sinh con trai Lưu Biện nên dần trở nên cao ngạo, bản thân Hà hậu tính tình quật cường lại hay đối kị, trong cung không ai không sợ. Vương mỹ nhân khi ấy hoài thai, sợ Hà hậu sát hại nên không dám nói, ngày thường uống thuốc để hoại thai, nhưng có một ngày bà nằm mơ thấy mình đang ôm mặt trời trên bụng, cho đó là điềm lành mà không hủy thai.
Năm Quang Hòa thứ 4 (181), tháng 3, ngày Quý Tị (tức ngày 2 tháng 4 dương lịch), Vương mỹ nhân sinh hạ Hoàng tử Lưu Hiệp. Hà hậu khi biết tin thì nổi giận cực điểm, bèn sai người ngầm độc chết Vương mỹ nhân. Khoảng 7 ngày sau, là ngày Canh Tý, Vương mỹ nhân chết, không rõ bao nhiêu tuổi.
Cái chết của Vương mỹ nhân khiến Linh Đế nổi giận cực điểm, toan muốn phế truất Hà hậu, nhưng nhóm hoạn quan tích cực khuyên can nên phải thôi. Con trai Vương mỹ nhân là Lưu Hiệp chỉ mới sơ sinh, nên Linh Đế giao cho mẹ mình là Hiếu Nhân Đổng hoàng hậu nuôi dưỡng, nên có biệt danh [Đổng hầu; 董侯]. Hán Linh Đế tiếc thương Vương mỹ nhân, nên có làm Truy đức phú (追德赋) cùng Lệnh nghi tụng (令仪颂) để tưởng nhớ.

## Truy tôn
Năm Trung Bình thứ 6 (189), tháng 4, Hán Linh Đế băng hà, con trai của Hà hoàng hậu là Lưu Biện kế vị, tức Hán Thiếu Đế. Tháng 9 năm ấy, Đổng Trác vào kinh, phế Thiếu Đế, lập Trần Lư vương Lưu Hiệp kế vị, tức Hán Hiến Đế.
Năm Hưng Bình nguyên niên (194), Hán Hiến Đế cử hành nghi thức lên ngôi. Có quan viên tấu thỉnh Hiến Đế lập Hoàng hậu, Hiến Đế hạ chiếu nói:
| “                                  | 朕禀受不弘，遭值祸乱，未能绍先，以光故典。皇母前薨，未卜宅兆，礼章有阙，中心如结。三岁之戚，盖不言吉，且须其后。 . Trẫm thiên chất cùng thiên tính không đủ lớn, gặp loạn họa mà không có thể kế thừa Tổ tông gia nghiệp. Hổ thẹn với tổ tông. Lúc trước Hoàng mẫu qua đời, không tính toán đến lăng tẩm viên trang, lễ nghi an táng cũng không vẹn toàn, trong lòng Trẫm cảm thấy xót xa lắm. Ba năm tang kỳ, không có cát sự, lập Hậu tạm thời để về sau hẵn xét đến vậy. | ” |
| — Chiếu Hán Hiến Đế bác bỏ lập Hậu | |   |

Sau đó, ngày 5 tháng 2, quan viên thỉnh truy tôn Vương mỹ nhân một thụy hiệu xứng đáng, là Linh Hoài hoàng hậu (靈懷皇后), Hiến Đế cả mừng đồng ý. Cùng năm ấy, ngày 7 tháng 2, đem Linh Hoài hoàng hậu cải táng Văn Chiêu lăng (文昭陵). Lễ nghi theo chiếu lệnh như Kính lăng của Hán Chương Đế, Cung lăng của Hán An Đế, phái anh của Linh Hoài hoàng hậu là Phụng xa Đô úy Vương Bân chủ trì. Sau khi Vương Bân làm xong, được phong Chấp kim ngô, tước Đô Đình hầu (都亭侯), thực ấp 500 hộ. Khi chết, tặng Ấn thụ Tiền tướng quân, con trai là Đoan tập tước.